# Julia Morgan
Julia Morgan (San Francisco, 20 de janeiro de 1872, San Francisco, 2 de fevereiro de 1957) foi uma arquiteta norte-americana. Foi a primeira mulher a ingressar no programa de arquitetura da École nationale supérieure des Beaux-Arts em Paris, e a primeira mulher a exercer arquitetura na Califórnia. Desenhou mais de 700 edifícios na Califórnia, mas a sua magnum opus é o Hearst Castle em San Simeon. Ao longo da carreira foram muitos os edifícios que desenhou para instituições de serviço a meninas e mulheres.

## Biografia
Fez os estudos primários na Oakland High School. Concluiu o curso em 1890 e o seu interesse pelas matemáticas levou-a a inscrever-se na faculdade de Engenharia da Universidade de Berkeley. O seu mestre, o arquiteto Bernard Maybeck, conseguiu para Julia e para outros nove estudantes destacados, uma bolsa de estudo na Escola de Belas Artes de Paris. Este foi o início da grande carreira de Julia Morgan.

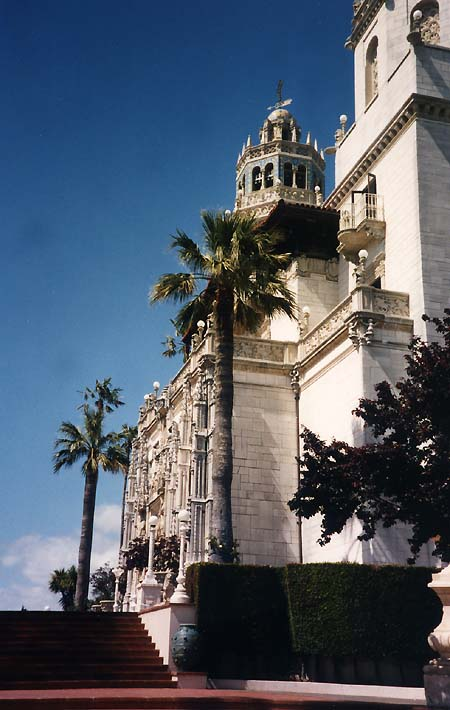
O Hearst Castle é a obra mais conhecida de Julia Morgan

Chegada a Paris em 1896, aprendeu francês e foi aprovada nos exames de entrada dois anos depois, convertendo-se na primeira mulher arquiteta do mundo. Diplomada em 1902, nesse mesmo ano regressou aos Estados Unidos, à região da Bay Area e começou a sua carreira como assistente de John Galen Howard. Desenhou o Hearst Greek Theater da Universidade de Berkeley. No entanto, queria mais independência e em 1904 obteve a licença do estado da Califórnia, onde abriu o seu primeiro atelier no número 456 da rua Montgomery, em San Francisco, mas o edifício foi destruído pelo sismo de San Francisco de 1906 e associou-se à segunda arquiteta da história, Ira Wilson Hoover. Foi em 1910, quando obteve a sua total independência.
Durante os seus 50 anos de carreira, desenhou mais de 700 edifícios, como o Merrill Hall, a residência Heritage Reiterement Community, a Derge House, a Roman Pool do Hearst Castle e numerosos edifícios públicos e residenciais. O seu primeiro projeto de grande envergadura foi a reconstrução do edifício do Hotel Fairmont, danificado pelo sismo de 1906. Posteriormente trabalha para a associação feminina YWCA. Manteve uma forte e longa relação com W. R. Hearst, que a contratou como arquiteta privada em 1919.
Julia Morgan é a primeira mulher a receber a Medalha de Ouro da AIA, concedida postumamente em 2014.